# Орит Ашери
Орит Ашери (енгл. Oreet Ashery) је рођена у Јерусалиму, а живи и ради у Лондону. Бави се перформансом, дигиталном уметношћу и фотографијом. Излагала је и изводила перформансе широм Европе, а 2008. године се представила и у В. И. П. арт галерији Студентског културног центра Београда током фестивала Априлски сусрети. Ашери је изазвала велику контроверзу када је маскирана у традиционални изглед Јевреја извадила дојку. Тим перформансом уметница је хтела да разбије стереотип јеврејске жене, као и сам однос жене и мушкарца у јудаизму.